# Campeonato Mundial de Gimnasia en Trampolín de 2011
El XXVIII Campeonato Mundial de Gimnasia en Trampolín se llevara a cabo en  Birmingham, Inglaterra, del 17 al 20 de noviembre en el National Indoor Arena. Este evento es la primera ronda de calificación para los juegos de Londres 2012. Los 8 mejores calificaran automáticamente a los Juegos Olímpicos.

## Participantes
| - Alemania - Argelia - Argentina - Australia - Bélgica - Bielorrusia - Brasil - Bulgaria - Canadá - China - Colombia - Dinamarca - Egipto | - Eslovaquia - España - Estados Unidos - Francia - Georgia - Reino Unido - Grecia - Hungría - Israel - Italia - Japón - Kazajistán - México | - Nueva Zelanda - Países Bajos - Polonia - Portugal - Puerto Rico - República Checa - Rusia - Sudáfrica - Suiza - Suecia - Turquía - Ucrania - Uzbekistán |

## Resultados

### Masculino
| Evento                | Oro                             | Plata                              | Bronce                               |
| --------------------- | ------------------------------- | ---------------------------------- | ------------------------------------ |
| Individual            | Chunlong Lu China 62.145        | Dong Dong China 61.460             | Masaki Iito Japón 60.864             |
| Mini Doble            | Bruno Martini · Brasil · 73.300 | Austin White Estados Unidos 72.800 | Evgeny Chernoivanov · Rusia · 71.800 |
| Mini Doble por equipo | Canadá · 108.600                | Brasil · 103.200                   | Estados Unidos 85.600                |
| Tumbling              | Song Yang China 79.100          | Luo Zhang China 76.500             | Andrey Krylov · Rusia · 75.800       |
| Tumbling por equipo   | China 115.500                   | Rusia · 113.000                    | Canadá · 103.100                     |
| Sincronizado          | China 52.400                    | Japón 51.900                       | Bielorrusia · 50.700                 |
| Equipo                | Japón 175.474                   | China 154.440                      | Rusia · 152.030                      |

### Femenino
| Evento                | Oro                                 | Plata                                 | Bronce                                |
| --------------------- | ----------------------------------- | ------------------------------------- | ------------------------------------- |
| Individual            | Wenna He China 56.275               | Rosannagh MacLennan · Canadá · 55.360 | Dan Li China 55.330                   |
| Mini Doble            | Svetlana Balandina · Rusia · 70.200 | Bianca Zoonekynd Sudáfrica 69.700     | Victoria Voronina · Rusia · 68.700    |
| Mini Doble por equipo | Canadá · 104.100                    | Portugal 102.900                      | Estados Unidos 100.800                |
| Tumbling              | Fangfang Jia China 71.700           | Anna Korobeynikova · Rusia · 70.900   | Anzhelika Soldatkina · Rusia · 68.400 |
| Tumbling por equipo   | China 102.000                       | Rusia · 101.000                       | Francia 95.200                        |
| Sincronizado          | Alemania 1 · 48.100                 | Canadá 2 · 47.600                     | Reino Unido 2 47.000                  |
| Equipo                | China 164.485                       | Reino Unido 159.585                   | Canadá · 159.085                      |

## Medallero
| Núm. | País           | Oro | Plata | Bronce | Total |
| ---- | -------------- | --- | ----- | ------ | ----- |
| 1    | China          | 8   | 3     | 1      | 12    |
| 2    | Canadá         | 2   | 2     | 2      | 6     |
| 3    | Rusia          | 1   | 3     | 5      | 9     |
| 4    | Japón          | 1   | 1     | 1      | 3     |
| 5    | Brasil         | 1   | 1     | 0      | 2     |
| 6    | Alemania       | 1   | 0     | 0      | 1     |
| 7    | Estados Unidos | 0   | 1     | 2      | 3     |
| 8    | Reino Unido    | 0   | 1     | 1      | 2     |
| 9    | Portugal       | 0   | 1     | 0      | 1     |
| 9    | Sudáfrica      | 0   | 1     | 0      | 1     |
| 11   | Bielorrusia    | 0   | 0     | 1      | 1     |
| 11   | Francia        | 0   | 0     | 1      | 1     |